# Oldřich Lipský (sklář)
Oldřich Lipský (6. března 1922 Nové Město nad Metují – 24. července 1987 Praha) byl český sklářský výtvarník, odborný pedagog, akademický sochař a ředitel SPŠ sklářské v Novém Boru.

## Život a působení
Narodil se jako první syn Jana a Matyldy, rozené Prostředníkové. Chtěl být zahradníkem na místním zámku, přesto šel do učení ke svému strýci Ludvíku Prostředníkovi na brusiče skla a stal se tovaryšem. Za války se mu podařilo utéci z totálního nasazení v Německu a dále pracoval u strýce. Hned po válce nastoupil studium na Státní odborné škole sklářské v Kamenickém Šenově v ryteckém oddělení. Po tříletém studiu nastoupil jako rytec a brusič skla ke světově známé firmě Lobmeyr v Kamenickém Šenově, kterou jako závod vídeňské firmy vedl Štěpán Rath. Byl tam vlastně první dělník čistě české národnosti. V tu dobu se u Lobmeyra na praxi objevovali různí výtvarníci jako Věra Lišková, František Zemek, Milena Velíšková, Jaromíra Straková, Václav Hanuš, Jitka Pelikánová-Forejtová, Miluše Kytková-Roubíčková, Rudolf Jurnikl aj.
V roce 1950 zahájil studium na Vysoké škole uměleckoprůmyslové v Praze, v sochařském ateliéru prof. Karla Štipla v oboru skla. Do 3. ročníku přešel do ateliéru prof. Josefa Wagnera. Během studia v roce 1951 se oženil s akademickou malířkou Jaromírou Strakovou, která u firmy Lobmeyer pracovala jako elév Štěpána Ratha. Po absolvování VŠUP v roce 1955 několik let pracoval na volné noze, protože firma Lobmeyer během jeho studia byla začleněna do n. p. Borské sklo - Ateliéry. Až v roce 1959 nastoupil do nově otevřené sklářské školy v Kamenickém Šenově jako výtvarný pedagog a vedoucí brusičského oddělení. V roce 1967 byl přeložen do SPŠ sklářské v Novém Boru, kde byl pověřen vedením hutního oddělení. Od 1. února 1972 byl jmenován ředitelem této školy. Tuto funkci zastával do 8. září 1982, kdy odešel do důchodu. Zemřel po krátké těžké nemoci.
Jeho syn Jan (* 18. června 1952) byl v letech 1989-2006 ředitelem Středního odborného učiliště uměleckořemeslného v Praze 9, Podkovářská 4.

## Práce
- Soubor skla pro habešského císaře Haile Selassie I.,
- Soubor talířů s náměty zvěrokruhu podle návrhu Cyrila Boudy,
- Portrét Bedřicha Smetany a vázy s figurami "tří českých Janů" (Hus, Žižka, Komenský), doplněná plastickým písmem, podle návrhů Jaromíry Strakové
- Váza s portrétem V. I. Lenina, samostatná práce
- Velký broušený "střední kus" na hlavní stůl výstavy firmy Lobmeyr na podzim roku 1950 ve Velkopřevorském paláci na Malé Straně v Praze ("Štěpán Rath a jeho spolupracovníci"), vlastní návrh

## Ocenění
- V roce 1957 se účastnil XI. trienále v Miláně, kde mu byla navržena Zlatá medaile za stolní soubor užitého skla.
- V roce 1971 byl vyznamenán 1. krajskou cenou za nejúspěšnější průmyslový návrh pro ruční zpracovávání skla. Byly to hranovaně přebrušované optišky zvané "kudrnáče".

## Fotogalerie

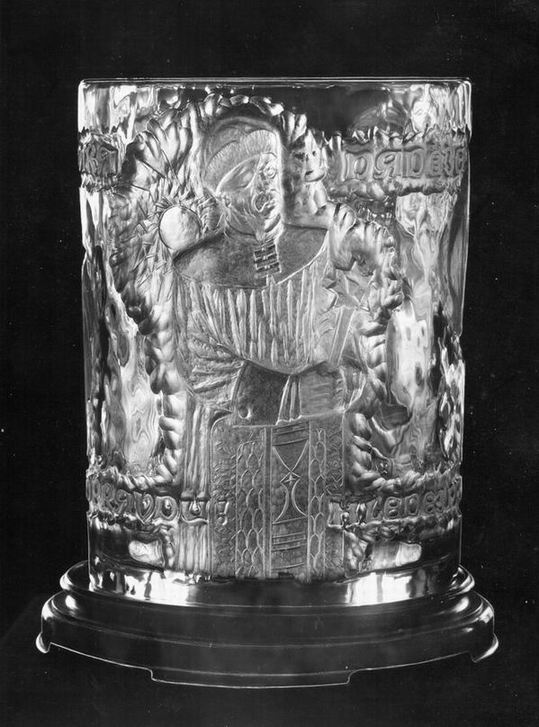
Broušená a rytá váza dle návrhu Jaromíry Strakové "Tři Janové - Žižka, Hus, Komenský z r.1949. Firma Lobmeyr, Kamenický Šenov.
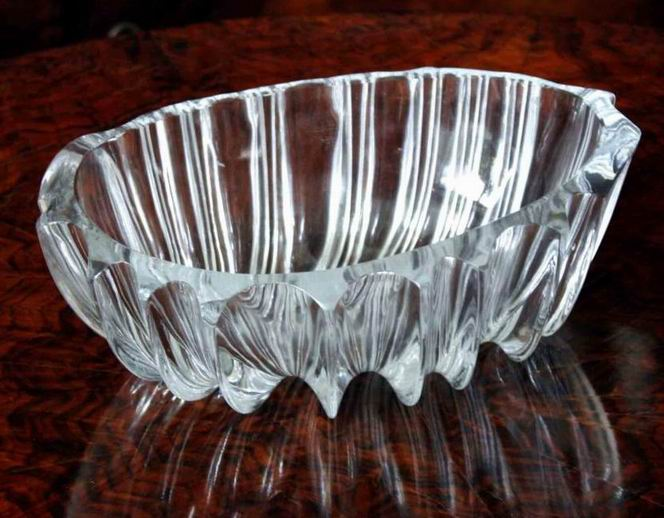
Sada lisovaných žardiniér. Sklounion Teplice. 1960.
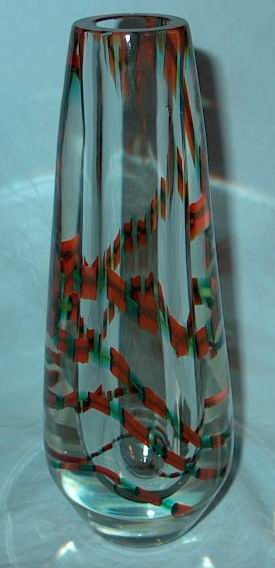
Na skleněné niti navlečené skleněné korálky-trubičky nabalené na sklovinu a přesklené. 1965.
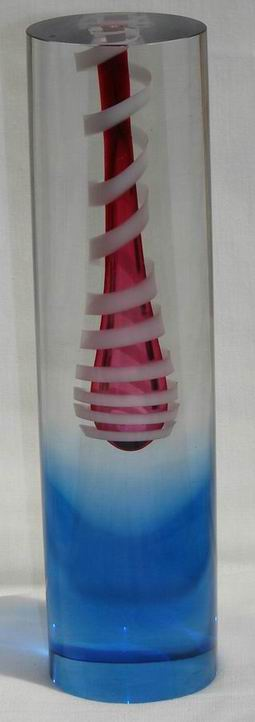
Hutní vrstvená čtyřbarevná kapka, vybroušená do válce.
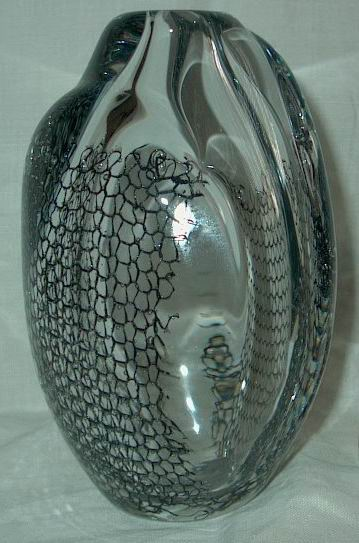
Volně hutně tvarovaná váza.
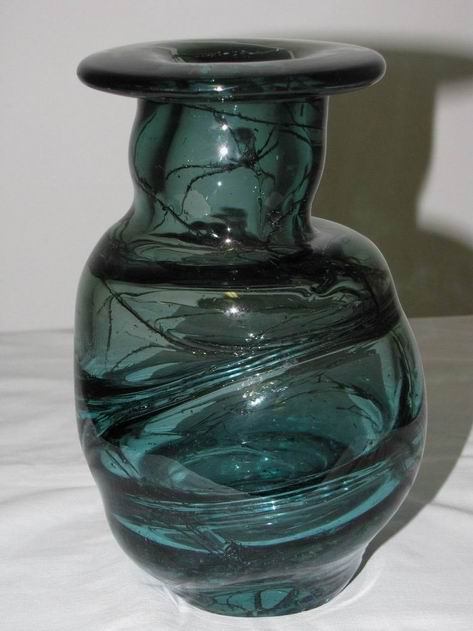
Volně hutně tvarovaná váza ze zeleného skla s drátem, v.20 cm.
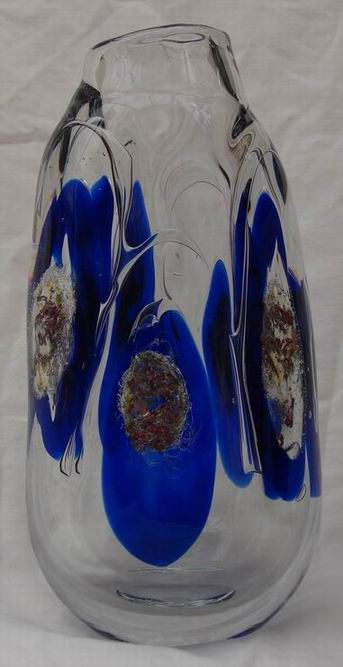
Těžká váza s nálepy s kovovou drtí.
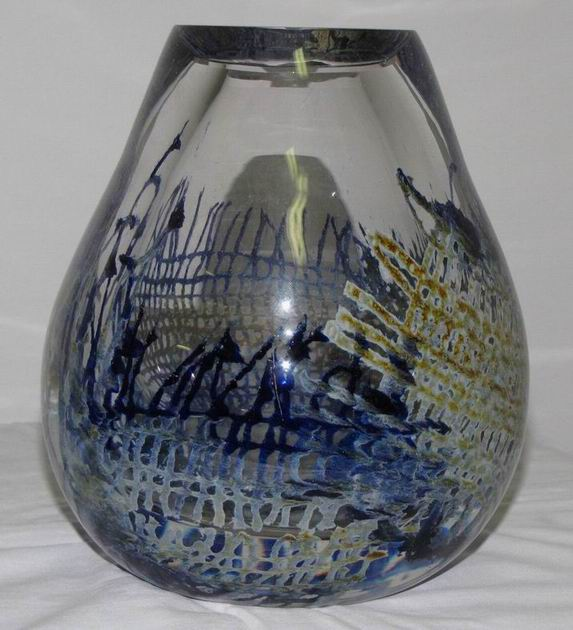
Hutní váza se zatavenou skleněnou tkaninou, obarvenou solemi kovů, v.21 cm.
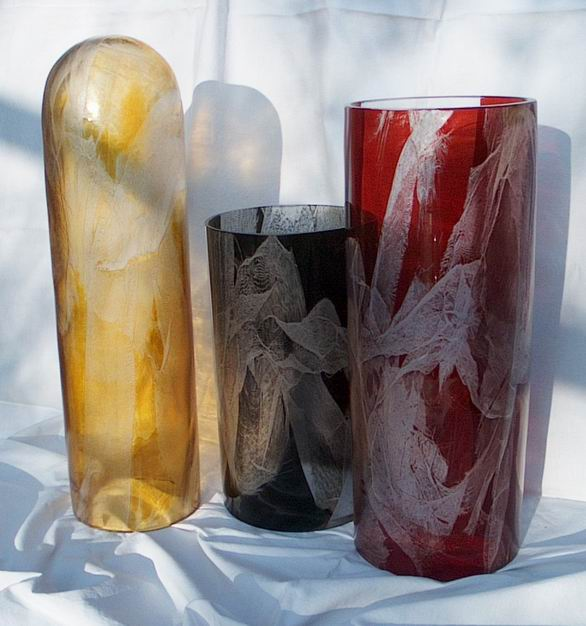
Tři skleněné objekty s natavenou skleněnou tkaninou a obarvené sklářskou lazurou, v. 47, 36 a 42 cm.
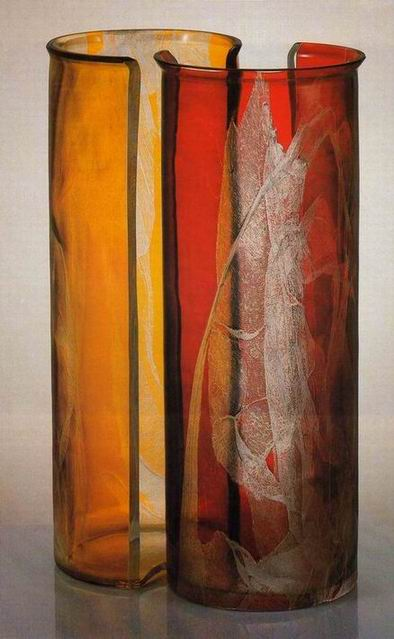
Dvojice skleněných objektů zdobených skelnou tkaninou a lazurou.
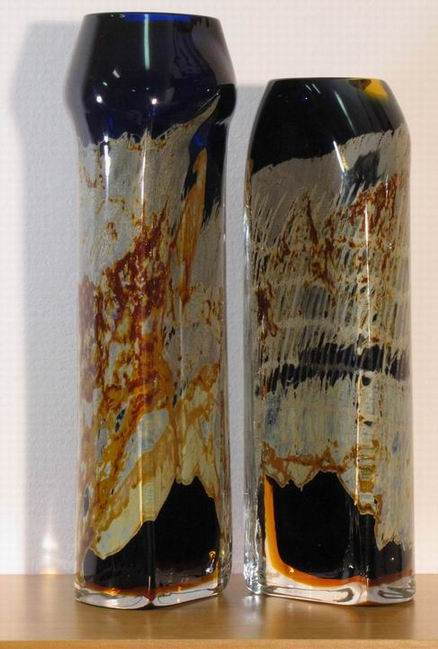
Pár váz se zataveným stříbrem na tmavém základu a přesklené. Výška 38 a 34 cm.